# Olingen
Olingen (lucembursky: Ouljen) je malé město v obci Betzdorf ve východním Lucembursku. K roku 2024 žilo ve městě 502 lidí.